# War emergency power

La WEP, pour « War Emergency Power » (en français : « puissance militaire d'urgence »), est un terme désignant un niveau de réglage de manette des gaz (donc de puissance) sur certains avions militaires de la Seconde Guerre mondiale. Utilisé dans les situations d'urgence, il permettait aux moteurs de ces avions de produire une puissance supérieure à la normale pendant une durée de temps limitée, souvent aux alentours de cinq minutes,.
Des systèmes similaires employés par des forces non-américaines, comme les MW 50 et GM-1 allemands, sont de nos jours fréquemment désignés « WEP », bien qu'ils ne l'étaient pas à l'époque de leur utilisation. Les systèmes allemands étaient par exemple désignés « Erhöhte Notleistung », pour « système d'augmentation de performances d'urgence », en français.

## La WEP pendant la Seconde Guerre mondiale

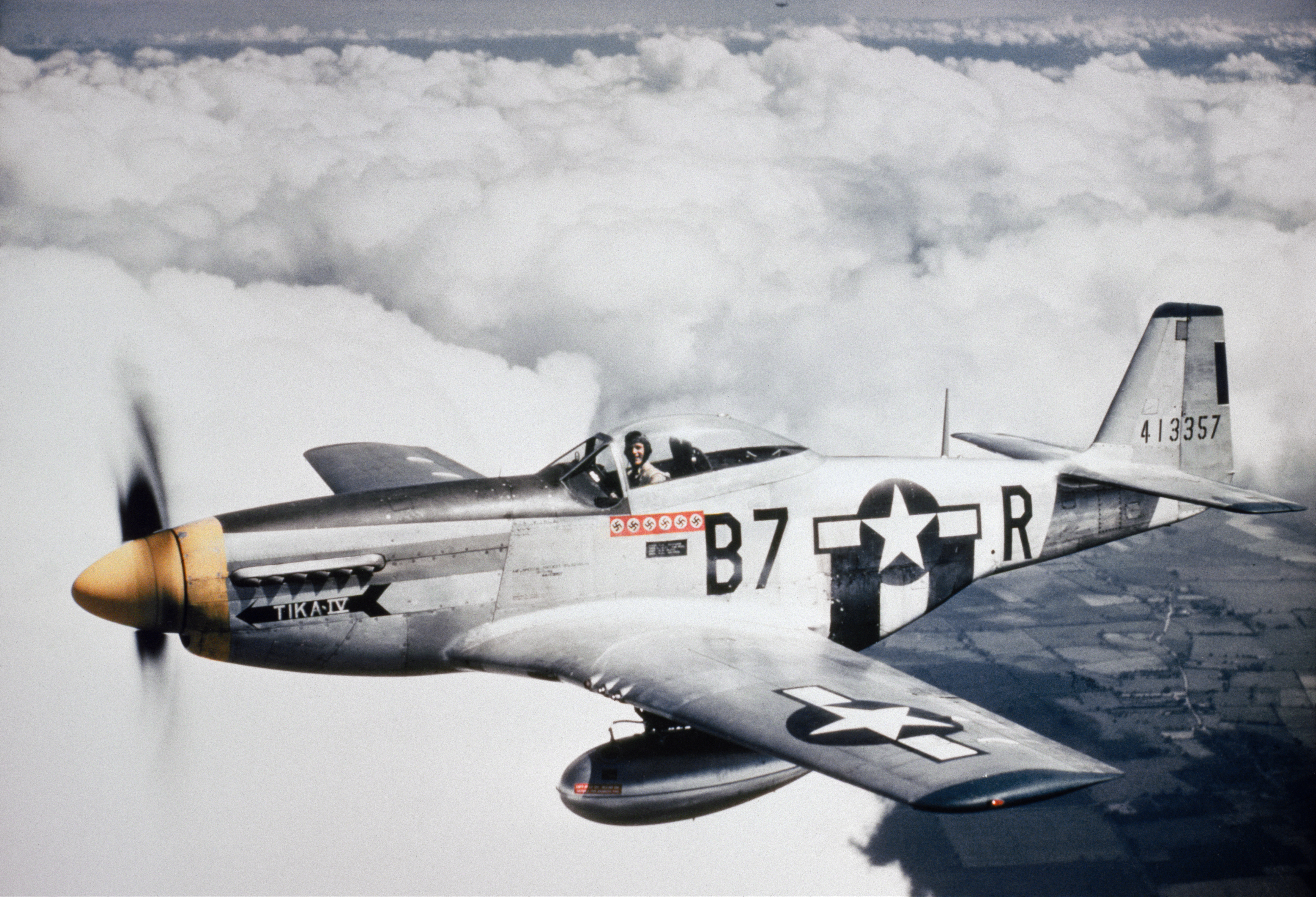
Le P-51D Mustang pouvait gagner 240 ch en utilisant la puissance d'urgence.

La puissance maximale « normale » était limitée par une bride mécanique, par exemple un fil en travers du rail guidant le levier de la manette des gaz, mais une poussée plus forte exercée sur cette dernière cassait le fil, permettant de disposer de la puissance d'urgence. En service normal le P-51H Mustang était taré à une puissance de 1 380 ch, mais l'activation de la WEP permettait à son moteur de développer jusqu'à 2 218 ch, soit une augmentation de 62 %. Sur le P-51D, la version la plus produite et utilisée de la Seconde Guerre mondiale, la WEP faisait passer la puissance du moteur Packard V-1650-7 Merlin (en) de 1 490 ch à 1 720 ch. Le moteur R-2800 Double Wasp du F4U Corsair, qui n'était pas équipé pour la WEP à l'origine, disposa plus tard d'une augmentation de puissance allant jusqu'à 410 ch, soit 17 %, quand la WEP était activée.
Plusieurs méthodes furent utilisées par les constructeurs pour augmenter la puissance des moteurs, incluant l'injection d'eau et l'injection d'un mélange eau/méthanol. Certains des premiers moteurs produits permettaient simplement au papillon d'admission d'air de s'ouvrir plus que la normale, permettant à une quantité d'air plus importante d'entrer dans le moteur. Toutes les méthodes WEP résultaient en l'apparition de contraintes plus importantes que la normale sur les moteurs, et signifiaient inévitablement une durée de vie plus courte pour ceux-ci. Pour certains avions, comme le P-51D, l'utilisation de la WEP nécessitait que le moteur soit inspecté avant de retourner en mission, afin de voir s'il avait subi des dommages. Cinq heures d'utilisation de la WEP sur le P-51D imposaient la dépose et un démontage complet du moteur pour une inspection en profondeur.
Les avions britanniques et du Commonwealth pouvaient disposer d'une puissance plus importante en augmentant la pression fournie par leur compresseur. Cette modification était commune à l'été 1940, avec la grande disponibilité d'essence à indice d'octane 100. L'augmentation de la pression de suralimentation de 6 lb/ft2 à 12 lb/ft2 (2,72 bar à 5,44 bar) faisait passer la puissance du moteur Merlin III à 1 310 ch, soit une augmentation de plus de 250 ch. Les pilotes avaient pour consigne de noter chaque utilisation de la puissance d'urgence et étaient avertis qu'ils ne devaient pas utiliser cette puissance pendant plus de cinq minutes en continu.
Le système d'injection d'eau/méthanol allemand MW 50 nécessitait l'installation de canalisations et d'un réservoir supplémentaires, augmentant la masse à vide de l'appareil. Comme les autres systèmes d'augmentation de puissance, le MW 50 était limité en durée d'utilisation par les températures et la capacité des moteurs. Le système d'injection de protoxyde d'azote GM-1, aussi employé par la Luftwaffe, apportait d'importants gains de 25 à 30 % de puissance à haute altitude, par l'ajout d'oxygène dans l'admission des moteurs, mais nécessitait un système de refroidissement au sol et, comme le MW 50, ajoutait une masse significative à l'avion.
L'un des rares avions allemands à avoir été équipé des deux systèmes Notleistung, le chasseur de haute altitude Focke-Wulf Ta 152H, pouvait atteindre une vitesse de quelque 756 km/h lorsque les deux systèmes étaient employés ensemble. Kurt Tank affirma avoir effectué l'expérience une fois, utilisant les deux systèmes alors qu'il était aux commandes d'un Ta 152H prototype à moteur Jumo 213E, afin d'échapper à un groupe de P-51D en avril 1945.

## La WEP sur les avions à réaction

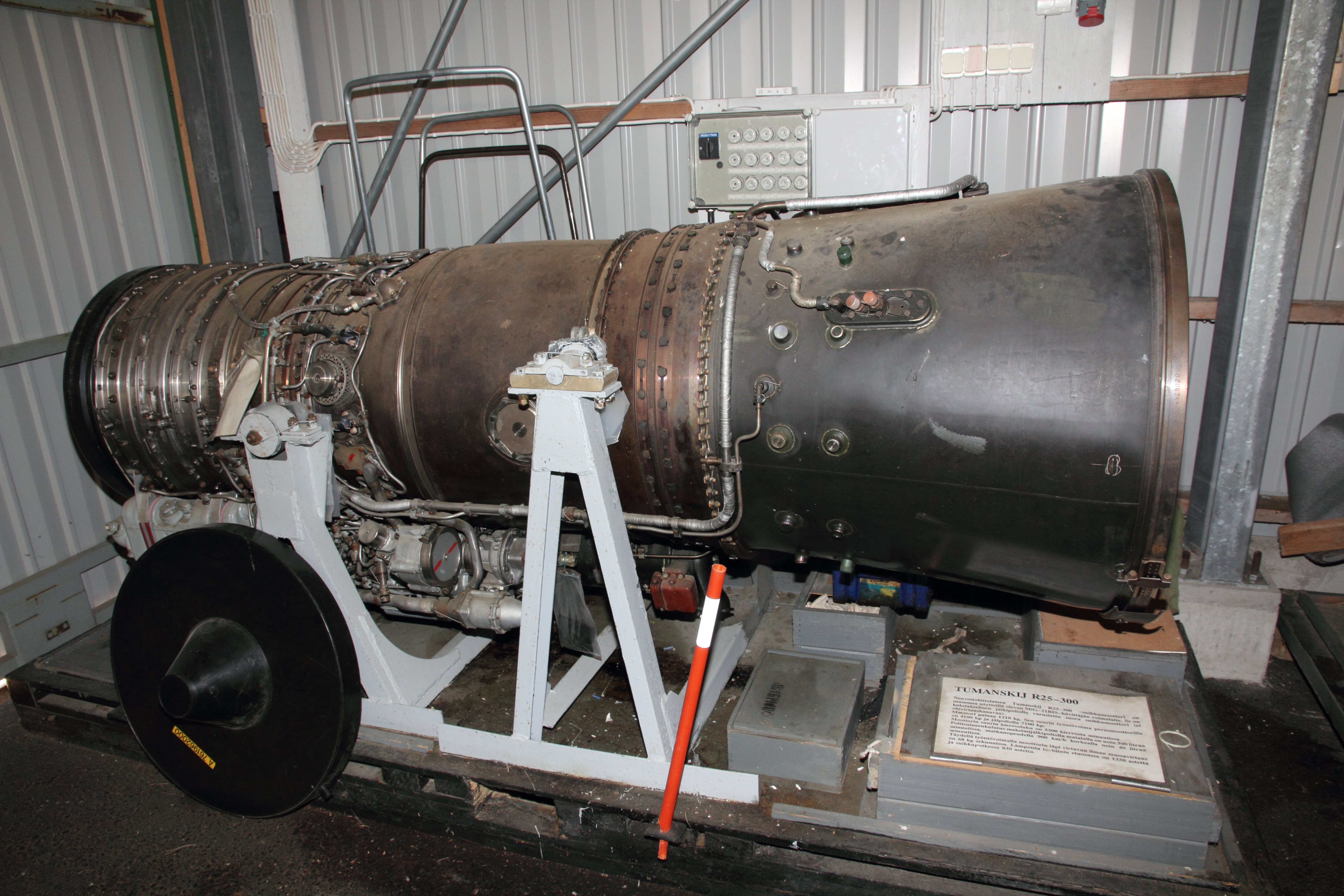
Le turboréacteur R-25-300 du MiG-21bis.

L'équipement de type WEP probablement le plus impressionnant de nos jours est celui qui équipe le chasseur à réaction soviétique MiG-21bis. Cette version tardive du chasseur léger standard soviétique fut conçue comme une mesure temporaire pour faire face aux plus récents et plus puissants F-16 et F/A-18 américains, en attendant que les chasseurs de génération suivante MiG-29 entrent en service.
Le MiG-21bis reçut le turboréacteur Toumanski R-25-300, une version évoluée du R-25 original, qui conservait les réglages de 42 et 65 kN de poussée à sec et avec forsazh des premiers moteurs R-13, mais ajoutait un nouveau régime de « super-postcombustion ». L'utilisation de ce « régime diamant » procurait une importante poussée de 97,4 kN pour une durée n'excédant pas trois minutes en conditions de combat réelles. L'utilisation de cette puissance temporaire donnait au MiG-21bis un rapport poussée/poids légèrement supérieur à 1 : 1, et une vitesse ascensionnelle de 254 m/s, équivalents aux capacités nominales du F-16 en combat rapproché.
Pour les sessions d'entraînement au combat aérien avec le MiG-21bis, la durée d'utilisation du WEP était limitée à une minute, afin de réduire l'impact de cette utilisation sur les 800 heures de durée de vie du moteur, car chaque seconde d'utilisation de la « super-PC » comptait pour plusieurs minutes de fonctionnement normal, en raison de contraintes thermiques extrêmes. Quand la WEP était activée, le moteur du MiG-21bis produisait une énorme flamme de cinq mètres derrière lui, et les cinq ou six diamants de mach lumineux visibles à l'intérieur donnèrent le surnom de « régime diamant »[réf. souhaitée] à la puissance d'urgence du MiG-21.

## La WEP dans les véhicules de surface

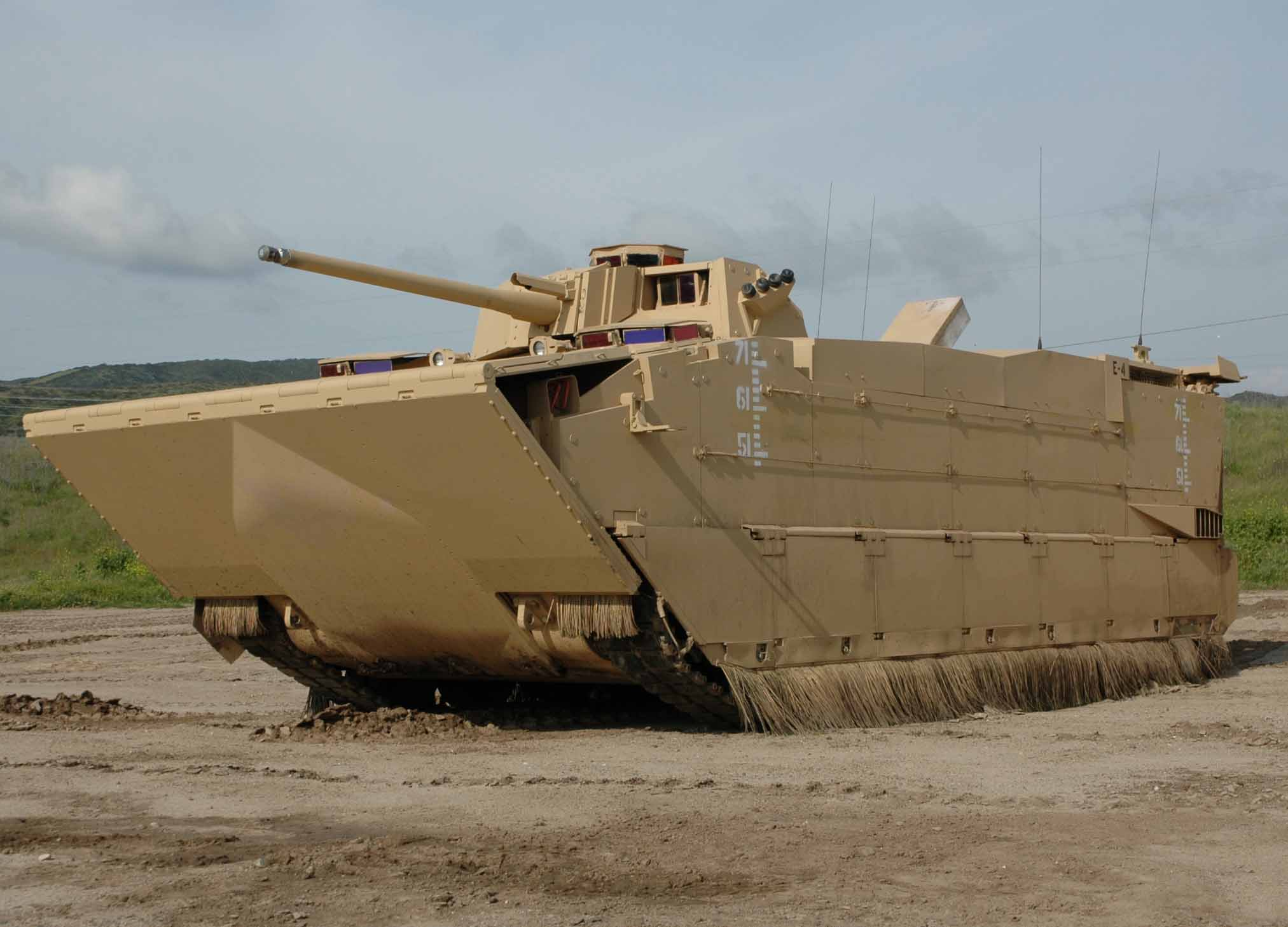
Le prototype du véhicule amphibie EFV pour l'US Marine Corps, qui disposait d'un système WEP pour évoluer à grande vitesse dans l'eau.

Quelques véhicules militaires modernes emploient également des dispositifs WEP. Le véhicule amphibie de nouvelle génération Expeditionary Fighting Vehicle (EFV) pour l'US Marine Corps était équipé d'un V12 Diesel de 1 200 ch, développé par la compagnie allemande MTU (qui produit également le moteur du char Leopard 2). Quand l'EFV était dans l'eau, le moteur pouvait être poussé à une puissance de 2 700 ch grâce à l'emploi d'un circuit de refroidissement ouvert fonctionnant en prélevant directement de l'eau de mer. De telles puissances permettaient au moteur d'entraîner quatre énormes buses sous pression qui propulsaient le véhicule à des vitesses de 35 nœuds dans l'eau.
Toutefois, bien que les prototypes de ces véhicules aient démontré des performances révolutionnaires dans l'eau et sur terre, la fiabilité de leurs groupes propulseurs très poussés devait encore être mise en accord avec les standards très stricts d'une utilisation militaire, et le véhicule échoua à entrer en service dans l'USMC.